# Homoiopteridae
Homoiopteridae (лат.) — семейство вымерших насекомых с неполным превращением из отряда палеодиктиоптер. Остатки представителей семейства встречается в палеозойских отложениях Северного полушария времён каменноугольного периода (318,1—298,9 млн лет назад).
Очень крупные насекомые, которые в размахе крыльев достигали 55 см (род Mazothairos). Ноги короткие и крепкие, напоминали ноги подёнок. Переднегрудь имела пару лопастей, присоединённых к переднеспинке. Данные лопасти сильно склеротизированы, имели систему жилок, гомологичную жилкованию крыльев. Церки также очень крупные. Базальные пластинки крыльев такого же типа, как у Protodonata и стрекоз. Предположительно обитали в кронах деревьев и питались соками семязачатков с помощью колющего хоботка.

## Классификация
В семейство включают следующие вымершие роды:
- Adolarryia
- Ametretus
- Amousus
- Anglopterum
- Boltonia
- Homoiopteratypus
- Larryia
- Mazonopterum
- Mazothairos
- Ostrava
- Paraostrava
- Parathesoneura
- Pharciphyzelus
- Scepasma
- Thesoneura
- Turneropterum

## Галерея
- Окаменелость Homoioptera gigantea
- Модель Scepasma mediomatricorum
- Модель нижнего крыла Thesoneura americana